# Galeosoma crinitum
Espèce
Synonymes
- Galeosoma robertsi crinitum Hewitt, 1919

Galeosoma crinitum est une espèce d'araignées mygalomorphes de la famille des Idiopidae.

## Distribution
Cette espèce est endémique du Nord-Ouest en Afrique du Sud,.

## Publication originale
- Hewitt, 1919 : Descriptions of new South African Araneae and Solifugae. Annals of the Transvaal Museum, vol. 6, no 3, p. 63-111 (texte intégral).